# Ampelosicyos scandens
Ampelosicyos scandens är en gurkväxtart som beskrevs av Thou. Ampelosicyos scandens ingår i släktet Ampelosicyos och familjen gurkväxter. Inga underarter finns listade i Catalogue of Life.